# Automobilska industrija u Srbiji
Automobilska industrija je delatnost koja podrazumeva širok spektar kompanija i organizacija koje se bave proizvodnjom, dizajniranjem, razvojem marketingom i prodajom motornih vozila. Pod ovaj termin ne spadaju industrije posvećene održavanju motornih vozila kao što su automehaničarske radnje i benzinske pumpe.

## Najvažnije fabrike
| Назив предузећа                 | Средиште                  | Република/Покрајина | Год. оснивања | Делатност                        |
| ------------------------------- | ------------------------- | ------------------- | ------------- | -------------------------------- |
| Ikarus                          | Zemun                     | SR Srbija           | 1923.         | proizvodnja autobusa             |
| Fabrika automobilskih delova    | Gornji Milanovac          | SR Srbija           | 1961.         | proizvodnja automobilskih delova |
| Fabrika automobila Priboj - FAP | Priboj                    | SR Srbija           | 1953.         | proizvodnja kamiona i autobusa   |
| Zavodi „Crvena zastava“         | Trg Toploivca, Kragujevac | SR Srbija           | 1953.         | proizvodnja kamiona i automobila |

## Ikarus (Ikarbus)
Ikarbus je osnovan 20. novembra 1923. u Novom Sadu kao prva fabrika aero i hidroplana na Balkanu. U periodu od 1951. do 1962. godine vojni program fabrike Ikarus je potpuno zamenjen civilnim programom. Preseljenjem proizvodnje aviona u novu fabriku aviona SOKO Ikarus prelazi na proizvodnju karoserija za autobuse i dostavna vozila.
| Врста           | Акционарско друштво     |
| Делатност       | Аутомобилска индустрија |
| Основано        | 1923.                   |
| Седиште         | Београд, Србија         |
| Производи       | аутобуси                |
| Број запослених | 720                     |
| Веб-сајт        | Званична презентација   |

Proizvodni pogoni Ikarbusa kapaciteta 750 vozila godišnje, smešteni su u Zemunu, u blizini Aerodroma „Nikola Tesla“. Fabrika je privatizovana 2019. godine od strane kineske kompanije LGNEA ali do danas nikakva proizvodnja nije pokrenuta. 

## Fabrika automobilskih delova
FAD a.d. (Fabrika automobilskih delova) je preduzeće koje se bavi proizvodnjom delova za motorna vozila.
Kompanija je osnovana 27. decembra 1961, a sedište , kao i proizvodnja, se nalazi u Gornjem Milanovcu, Srbija.
Preduzeće je 31. avgusta 2015. kupljeno na aukciji za 242 miliona dinara od strane kompanije Metalac. Firma je registrovana kao „Metalac FAD” i integrisana u korporativni sistem Metalac grupe.

## FAP
FAP (skraćenica: Fabrika automobila Priboj) je proizvođač motornih vozila koji se nalazi u Priboju, Srbija. Fabrika automobila Priboj proizvodi autobuse, prikolice i kamione.FAP Priboj osnovan je kao državno-privredno preduzeće udelom vlade FNR Jugoslavije 1953. godine. Danas ova organizacija posluje kao mešovito deoničarsko društvo. U novembru 1990. godine, FAP je ušao u novu fazu razvoja vlasničke transformacije. Proces vlasničke transformacije kapitala imao je za cilj da FAP-u omogući intenzivniji razvoj. Od 2016.godine proizvodi mahom namenska vozila u malim serijama za potrebe Vojske Srbije.

## Zastava automobili
Zastava automobili je bio srpski proizvođač automobila iz Kragujevca. Najpoznatiji modeli automobila koje je proizvela ova fabrika su fića, tristać, zastava 101, jugo i florida. Rođendanom fabrike „Zastava" smatra se 26. avgust 1953. godine. 1999. godine fabrika je bombardovana i potpuno uništena. U fabrici je 2008. godine raspisan referendum da se dobit usmeri u razvoj automobilske industrije. Više od 96% zaposlenih je podržalo predlog i nakon toga je raspisan referendum za izbor najpovoljnijeg ponuđača i najkvalitetnijeg vozila. Na konkursu je učestvovalo osam uglednih proizvođača automobila, među kojima su bili Reno iz Francuske, Vilis iz SAD, Ostin i Rover iz Engleske, Fijat iz Italije.
| Врста     | ДОО                            |
| Делатност | Аутомобилска индустрија        |
| Основано  | 1953. као Завод Црвена застава |
| Угашена   | 2008.                          |
| Седиште   | Крагујевац, Србија             |